# Rallye Sanremo-Sestriere 1971
Le Rallye Sanremo-Sestriere 1971 (2. Rallye Sanremo-Sestriere), disputé du 14 au 17 mars 1971, est la dixième manche du Championnat international des marques (IRC) courue depuis 1970 et la troisième manche du Championnat international des marques 1971. L'épreuve est également dénommée Rallye d'Italie.

## Contexte avant la course

### Le championnat international des rallyes pour marques

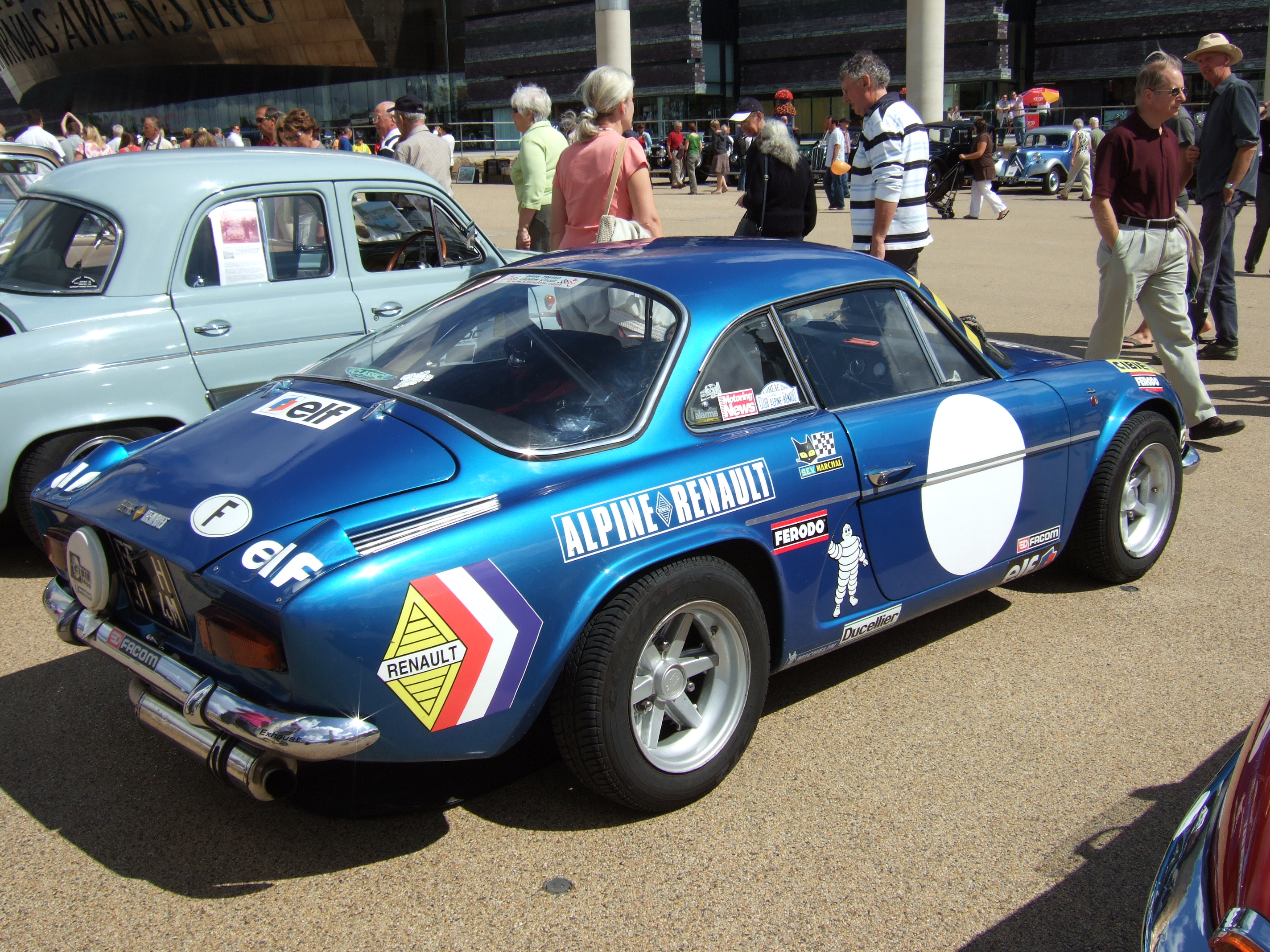
Une Alpine A110 semblable à celle s'étant imposée au Rallye Monte-Carlo.

Alors que le championnat d'Europe des rallyes pour conducteurs fut créé en 1953, ce n'est que quinze ans plus tard, en 1968 qu'apparut le championnat d'Europe des rallyes pour marques (ERC), Ford devenant cette année-là le premier constructeur titré dans la discipline. En 1970, le championnat devint intercontinental et fut rebaptisé championnat international des rallyes pour marques (IRCM) en intégrant une épreuve africaine, le Safari. Le calendrier 1971 comprend neuf manches, deux de plus que l'année précédente grâce à l'ajout du Rallye du Maroc et au retour de la Coupe des Alpes. Les épreuves sont réservées aux catégories suivantes :
- Groupe 1 : voitures de tourisme de série
- Groupe 2 : voitures de tourisme spéciales
- Groupe 3 : voitures de grand tourisme de série
- Groupe 4 : voitures de grand tourisme spéciales

Lauréat du premier championnat ERC, Porsche n'a pas effectué un début de saison aussi glorieux cette année : battu par Alpine au Rallye Monte-Carlo puis par Saab en Suède, le constructeur allemand est actuellement troisième derrière ces deux marques au classement provisoire et préfère désormais se concentrer sur les épreuves prestigieuses (Rallye Safari, Rallye RAC plutôt que de défendre son titre. Les principaux adversaires d'Alpine pour le championnat 1971 seront les écuries Lancia et Fiat.

### L'épreuve
Disputé dans la région de San Remo, le Rally dei Fiori (Rallye des Fleurs) fut disputé à deux reprises, en 1928 et 1929, avant de renaître en 1961 (profitant alors de la disparition du Rallye de Sestrières couru pour la dernière fois en 1959). Depuis 1964, l'épreuve constitue l'une des manches du championnat d'Europe. Elle fut rebaptisée Rallye Sanremo en 1968. Pour la deuxième année consécutive, la manche italienne du championnat ERC est organisée en coopération avec l'ancien Rallye de Sestrières, sous le nom «Rallye Sanremo-Sestriere», avec un parcours incluant une partie des Alpes piémontaises. Après Monte-Carlo et la Suède, c'est la troisième et dernière grande épreuve hivernale de la saison, les épreuves chronométrées se déroulant en majorité sur des chemins muletiers, souvent enneigés.

## Le parcours
- départ : 14 mars 1971 de San Remo
- arrivée : 17 mars 1971 à Sestrières
- distance : 2 556 km dont 173,8 km sur 18 épreuves spéciales (27 épreuves initialement prévues pour un total de 259,4 km)
- surface : principalement terre (conditions hivernales)
- Parcours divisé en deux étapes[3]

- La législation italienne en vigueur interdisant les épreuves spéciales chronométrées, les organisateurs ont contourné la loi en imposant sur ces tronçons des temps impartis très difficiles à respecter. Les temps de référence sont basés sur une moyenne de 50 km/h[Note 2], avec pénalisation d'un demi-point par seconde de retard sur le temps imparti dans ces secteurs chronométrés et d'un point par seconde de retard aux contrôles horaires du parcours de liaison[3].

### Première étape
- San Remo - Villar Dora - Sestrières - San Remo, 1560 km, du 14 au 16 mars
- 10 épreuves spéciales, 99,8 km (16 épreuves initialement prévues pour un total de 153,9 km)

### Deuxième étape
- San Remo - Villar Dora - Sestrières, 996 km, du 16 au 17 mars
- 8 épreuves spéciales, 74 km (11 épreuves initialement prévues pour un total de 105,5 km)

## Les forces en présence
- Alpine

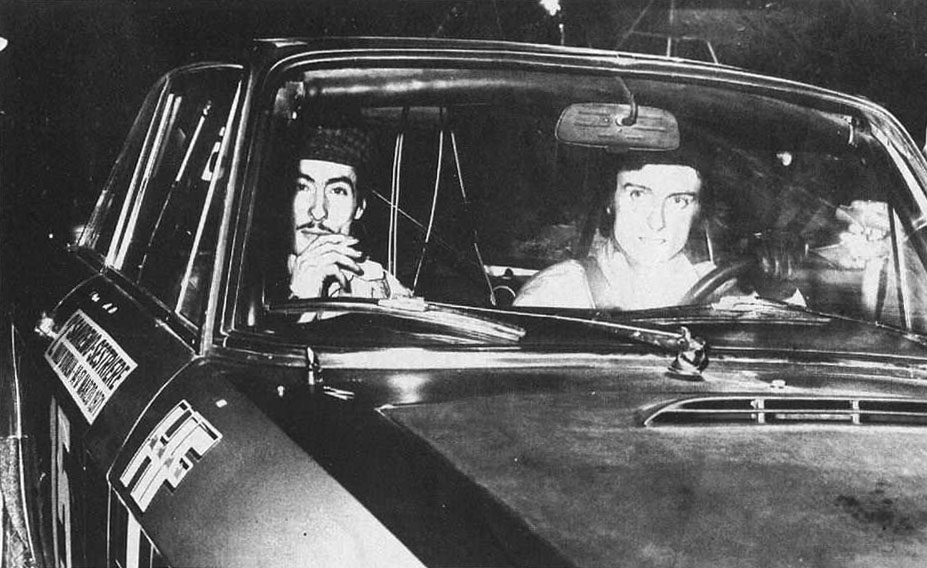
La Lancia Fulvia HF groupe 4 de Luca di Montezemolo/Daniele Audetto au départ de l'épreuve.

Quatre berlinettes A110 1600 S groupe 4 sont officiellement engagées. Elles sont aux mains de Jean-Luc Thérier/Claude Roure, Jean-Pierre Nicolas/Michel Vial, Bernard Darniche/Alain Mahé et Ove Andersson/Tony Nash, ces derniers disposant de la voiture pilotée par Jean-Marie Jacquemin lors du dernier Rallye Monte-Carlo, se distinguant par sa livrée blanche ornée d'une bande rouge, au lieu de la traditionnelle couleur bleue. Les A110 sont dotées d'un moteur quatre cylindres de 1565 cm3, dérivé de celui de la Renault 16 TS, monté en porte-à-faux arrière. Sa puissance maximale est de l'ordre de 160 chevaux. Les caisses ont été renforcées avec notamment des blindages sous le train avant et sous le moteur. Ainsi préparées, les berlinettes pèsent 800 kg.
- Lancia

La Scuderia Lancia a préparé cinq Fulvia HF groupe 4. Quatre sont confiées à ses équipages habituels : Sandro Munari/Mario Mannucci, Amilcare Ballestrieri/Arnaldo Bernacchini, Simo Lampinen/John Davenport et Sergio Barbasio/Piero Sodano. En l'absence d'Harry Källström, qui effectue les reconnaissances du prochain Safari, une cinquième voiture officielle a été confiée à Luca di Montezemolo, navigué par Daniele Audetto. Motorisées par un V4 de 1584 cm3 alimenté par deux carburateurs Dell'Orto à double-corps développant 150 chevaux, ces tractions, munies pour la circonstance de carénages en matière plastique, pèsent 860 kg. Dix-huit autres Fulvia HF sont au départ, aux mains d'équipages privés, dont celle d'Arnaldo Cavallari/Gianti Simoni en groupe 3.
- Fiat

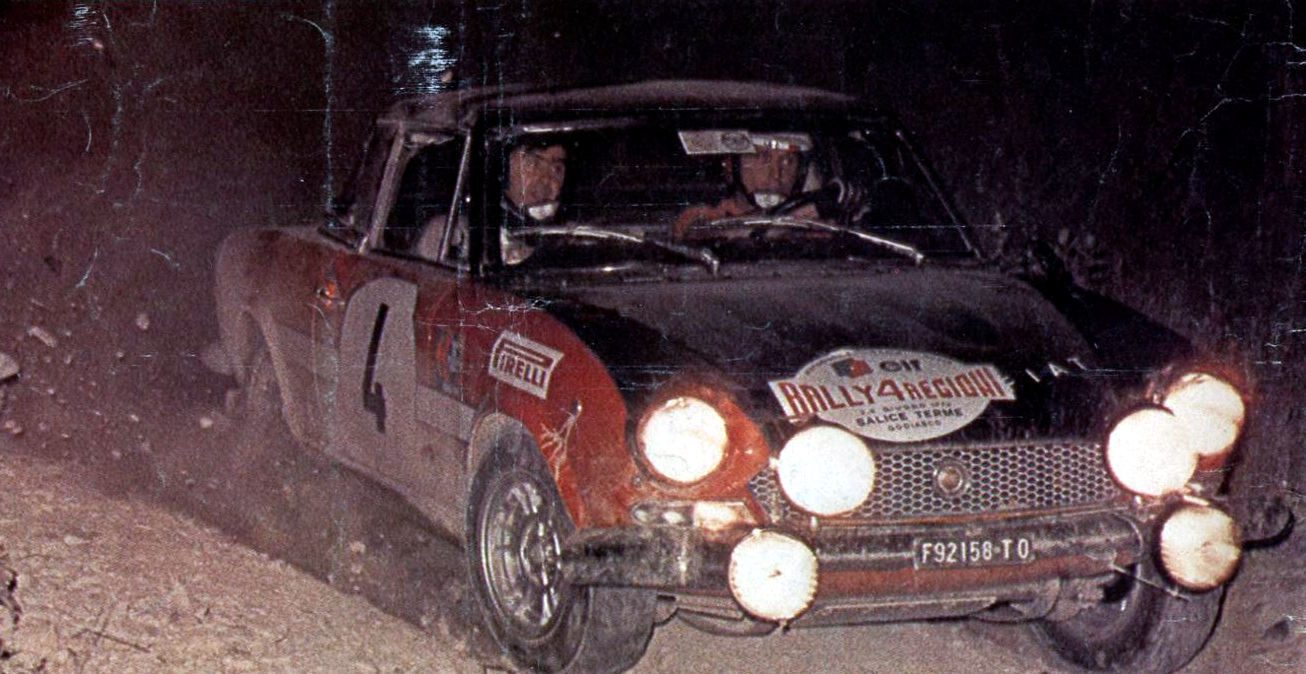
Une Fiat 124 Spider groupe 4.

Le premier constructeur italien aligne quatre 124 Spider groupe 4 pour Håkan Lindberg/Bo Reinike, Alcide Paganelli/‘Ninni’ Russo, Giuseppe Ceccato/Helmut Eisendle et Luciano Trombotto/Maurizio Enrico. Ces voitures à transmission classique pèsent environ 900 kg et sont animées par un quatre cylindres de 1608 cm3 délivrant 140 chevaux. L'usine a également préparé quatre berlines 125 Special, deux versions groupe 2 (1000 kg, même mécanique que le spider 124) pour Alberto Smania/Fabio Zambelli et Renato Sonda/Bernardino Bertollo, ainsi que deux versions groupe 1 (1050 kg, moteur 100 chevaux de série) confiées à Giulio Bisulli/Arturo Zanuccoli et Ferdinando Tecilla/Sergio Lipizer. La marque est très largement représentée, avec plus d'une trentaine de pilotes privés au volant de modèles 124, 125, 128 et 850.
- Autobianchi

Le groupe Fiat, qui possède également la marque Autobianchi, a engagé une A112 Abarth groupe 2 pour Fulvio Rubbieri/‘Alessio’. Cette petite traction pesant moins de 700 kg a un moteur quatre cylindres de 903 cm3 développant 65 chevaux.

## Déroulement de la course

### Première étape

#### San Remo - Villar Dora
Les cent-dix équipages s'élancent de San Remo le dimanche soir. Il a plu toute la journée et les routes sont détrempées, les montagnes environnantes étant couvertes de neige. La route du Passo della Teglia est impraticable aussi la première épreuve spéciale est-elle annulée, les concurrents se rendant directement à Cesio pour la suivante, qui va se disputer dans la boue. Dans ces conditions, les Alpine dominent, Ove Andersson réalisant le meilleur temps devant ses coéquipiers Jean-Luc Thérier et Jean-Pierre Nicolas. Ce dernier va cependant être piégé par un virage serré situé cinquante mètre après l'arrivée : il ne peut le négocier et échoue dans le fossé, endommageant une fusée. Malgré une réparation effectuée assez rapidement par les mécaniciens de l'équipe française, Nicolas va pointer avec neuf minutes de retard au contrôle horaire suivant, les neuf points de pénalité encaissés (équivalents à dix-huit minutes de pénalisation routière) le faisant plonger dans les profondeurs du classement. Sandro Munari, qui s'est montré le plus performant de la Scuderia Lancia, compte quinze secondes de retard sur l'homme de tête, devançant de peu l'Alpine de Bernard Darniche et la Fiat d'Alcide Paganelli. Malgré la neige, les deux secteurs suivants n'apportent pas de changement significatif, les leaders faisant jeu égal. Deux autres tronçons ont déjà été annulés à cause de l'impraticabilité des chemins. À partir de Godiasco, les concurrents doivent affronter le verglas et dans ces conditions les Lancia de Simo Lampinen et de Munari sont les plus rapides. Thérier réalise également une belle performance et prend la tête de la course, devant Munari et Andersson. Si le pilote normand conserve l'avantage après l'épreuve spéciale reliant Rivalba à Casalborgone, où tous les favoris parviennent à battre le temps de référence, il a toutefois effectué un surrégime en décollant sur une bosse, son moteur se mettant alors à cafouiller, un handicap sur le parcours de liaison menant à Villar Dora ; il va écoper d'une pénalité de trente secondes et rétrograder à la sixième place, juste derrière son coéquipier Bernard Darniche. Munari hérite du commandement, avec trois secondes d'avance sur Andersson, treize sur Lampinen et vingt sur Amilcare Ballestrieri, sur la troisième Lancia. On enregistre déjà de nombreux abandons, dont celui de la Fiat d'Alcide Paganelli sur sortie de route, et seulement quarante-cinq voitures sont encore en course.

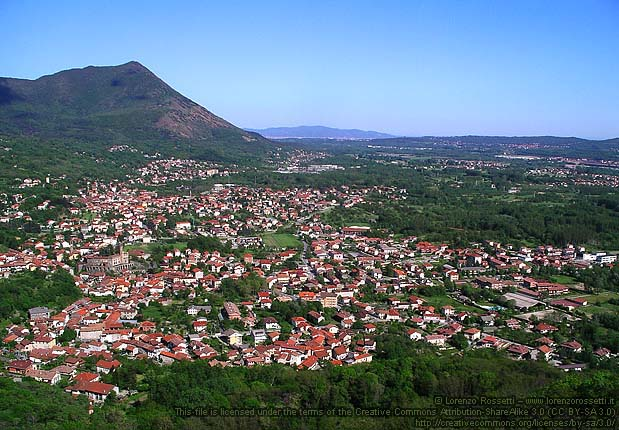
Villar Dora, sur le parcours de la première étape.

| Pos. | Pilote                | Copilote            | Voiture                | Groupe | Points | Pénalisations | Écart        |
| ---- | --------------------- | ------------------- | ---------------------- | ------ | ------ | ------------- | ------------ |
| 1    | Sandro Munari         | Mario Mannucci      | Lancia Fulvia coupé HF | 4      | 41     | 1 min 22 s    |              |
| 2    | Ove Andersson         | Tony Nash           | Alpine A110 1600 S     | 4      | 42,5   | 1 min 25 s    | + 3 s        |
| 3    | Simo Lampinen         | John Davenport      | Lancia Fulvia coupé HF | 4      | 47,5   | 1 min 35 s    | + 13 s       |
| 4    | Amilcare Ballestrieri | Arnaldo Bernacchini | Lancia Fulvia coupé HF | 4      | 51     | 1 min 42 s    | + 20 s       |
| 5    | Bernard Darniche      | Alain Mahé          | Alpine A110 1600 S     | 4      | 81     | 2 min 42 s    | + 1 min 20 s |
| 6    | Jean-Luc Thérier      | Claude Roure        | Alpine A110 1600 S     | 4      | 89     | 2 min 58 s    | + 1 min 36 s |
| 7    | Sergio Barbasio       | Piero Sodano        | Lancia Fulvia coupé HF | 4      | 96,5   | 3 min 13 s    | + 1 min 51 s |
| 8    | Luciano Trombotto     | Maurizio Enrico     | Fiat 124 Spider        | 4      | 147    | 4 min 54 s    | + 3 min 32 s |
| 9    | Renato Sonda          | Bernardino Bertollo | Fiat 125 S             | 2      | 216,5  | 7 min 13 s    | + 5 min 51 s |
| 10   | Håkan Lindberg        | Bo Reinike          | Fiat 124 Spider        | 4      | 219    | 7 min 18 s    | + 5 min 56 s |

#### Villar Dora - Sestrières - Olmetto

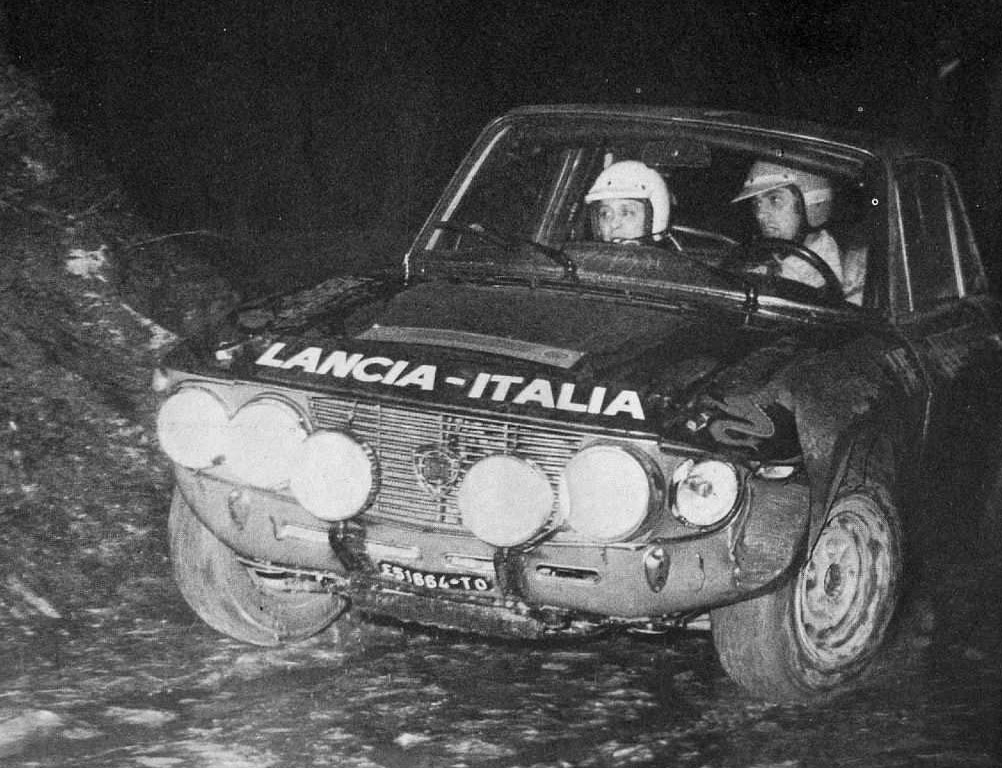
La Lancia Fulvia HF de Munari/Mannucci. L'équipage italien va se construire une confortable avance dans le secteur de Bibiana.

L'itinéraire menant à Sestrières ne présente pas de difficulté et l'équipe Alpine en profite pour tenter de résoudre les problèmes mécaniques affectant la voiture de Thérier. Après avoir testé l'allumage et la distribution, on découvre que la panne intermittente provient des carburateurs, un élément d'équilibrage d'air s'étant desserti. La réparation effectuée, le moteur a retrouvé tout son tonus. Thérier a cependant perdu une heure et doit s'employer à fond pour éviter une nouvelle pénalité au contrôle suivant. Il est en mesure d'y parvenir, prenant même un peu d'avance sur l'horaire, quand dans la montée vers Sestrières il se fait surprendre par le manque d'adhérence du revêtement en ciment et loupe une épingle, heurtant la barrière de sécurité. La voiture est peu endommagée mais la boîte à fusibles a été écrasée et tous les contacts électriques sont à rétablir. L'équipage parvient à tout reconnecter mais pointera avec dix-neuf minutes de retard (soit trente-huit minutes de pénalisation) et, ayant perdu toute chance de bien figurer, jugera alors inutile de continuer. Dans le secteur chronométré de Villar Perosa, seuls Lampinen et Andersson parviennent à atteindre les 50 km/h de moyenne, le Suédois reprenant, pour sept secondes, la première place à Munari. Troisième, Lampinen n'est qu'à dix secondes du leader et la course reste très ouverte. L'épreuve suivante, partant de Bibiana, va cependant bouleverser la donne : la petite route de montagne est très enneigée et seule une voie étroite a été dégagée. S'élançant le premier, Munari passe sans encombre. Parti une minute après, Håkan Lindberg est beaucoup moins à l'aise au volant de sa Fiat. Il se fait d'ailleurs rattraper et doubler par Andersson, mais celui-ci crève un peu plus loin et doit ralentir, laissant repasser son compatriote, le suivant à distance. Sur ce terrain très glissant, Lindberg va cependant effectuer une sévère embardée et percuter le mur de neige, bloquant la route. Andersson essaie de passer sur le côté mais s'enlise à son tour. Il faudra plusieurs minutes pour que les deux voitures soient dégagées. Trois cents mètres plus bas, Ballestrieri va de la même façon bloquer la route aux équipages suivants ! Ces incidents profitent largement à Munari, qui sera le seul à ne pas avoir perdu de temps dans ce secteur. Au contrôle d'Olmetto, le bilan est lourd pour ses adversaires : deuxième du classement général, Lampinen a près de quatre minutes de retard ; il est suivi à quelques secondes par son coéquipier Sergio Barbasio. Le mieux placé des pilotes Alpine est désormais Darniche, quatrième à plus de six minutes, le grand perdant étant Andersson, cinquième à près de sept minutes et demie du leader, précédant la Fiat de Luciano Trombotto et la Lancia de Ballestrieri. Lindberg a également beaucoup perdu, il n'est que dixième, derrière les berlines Fiat 125 de Renato Sonda (en tête du groupe 2) et de Giulio Bisulli (en tête du groupe 1).
| Pos. | Pilote                | Copilote            | Voiture                | Groupe | Points | Pénalisations | Écart         |
| ---- | --------------------- | ------------------- | ---------------------- | ------ | ------ | ------------- | ------------- |
| 1    | Sandro Munari         | Mario Mannucci      | Lancia Fulvia coupé HF | 4      | 130    | 4 min 20 s    |               |
| 2    | Simo Lampinen         | John Davenport      | Lancia Fulvia coupé HF | 4      | 247    | 8 min 14 s    | + 3 min 54 s  |
| 3    | Sergio Barbasio       | Piero Sodano        | Lancia Fulvia coupé HF | 4      | 251    | 8 min 22 s    | + 4 min 02 s  |
| 4    | Bernard Darniche      | Alain Mahé          | Alpine A110 1600 S     | 4      | 314,5  | 10 min 29 s   | + 6 min 09 s  |
| 5    | Ove Andersson         | Tony Nash           | Alpine A110 1600 S     | 4      | 352    | 11 min 44 s   | + 7 min 24 s  |
| 6    | Luciano Trombotto     | Maurizio Enrico     | Fiat 124 Spider        | 4      | 400    | 13 min 20 s   | + 9 min 00 s  |
| 7    | Amilcare Ballestrieri | Arnaldo Bernacchini | Lancia Fulvia coupé HF | 4      | 420    | 14 min 00 s   | + 9 min 40 s  |
| 8    | Renato Sonda          | Bernardino Bertollo | Fiat 125 S             | 2      | 437    | 14 min 34 s   | + 10 min 14 s |
| 9    | Giulio Bisulli        | Arturo Zanuccoli    | Fiat 125 S             | 1      | 580    | 19 min 20 s   | + 15 min 00 s |
| 10   | Håkan Lindberg        | Bo Reinike          | Fiat 124 Spider        | 4      | 619    | 20 min 38 s   | + 16 min 18 s |

#### Olmetto - San Remo
Avec trois voitures en tête, la Scuderia Lancia peut envisager sereinement le reste de la course et ses pilotes ne prennent aucun risque lors du retour sur San Remo. Deux des cinq épreuves restantes vont être annulées car impraticables. Dans les trois autres, Andersson fait le forcing et parvient à réduire d'une minute son retard, sans cependant gagner de place. Presque aussi rapide que son coéquipier, Nicolas effectue une belle remontée, lui permettant de terminer l'étape en treizième position. Si Munari conserve près de quatre minutes d'avance sur Lampinen, Barbasio a perdu du terrain et se voit menacé par Darniche pour la troisième place. Huitième, Sonda est toujours largement en tête du groupe 2. Il ne reste plus que trente-et-un équipages en course.

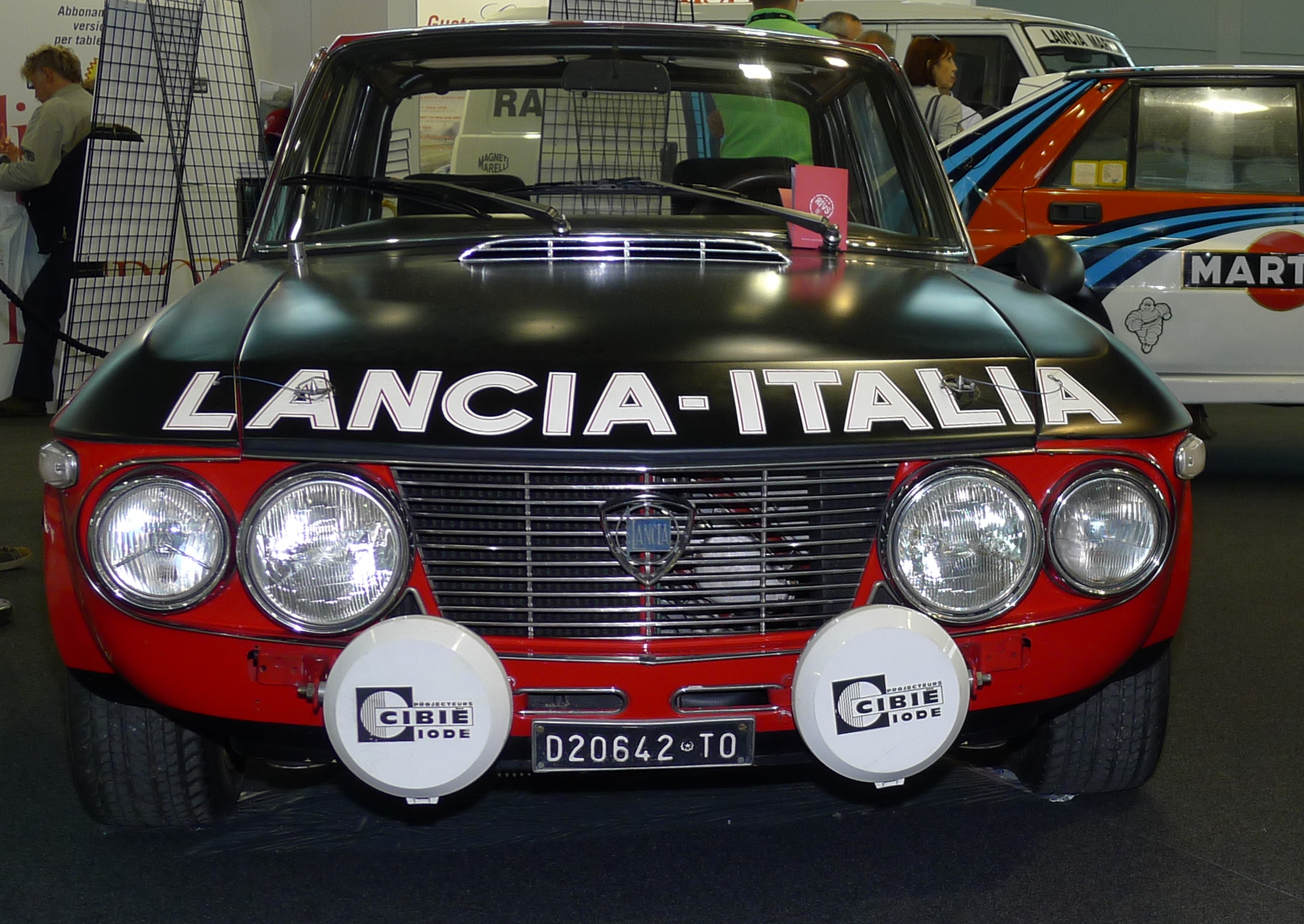
Emmenées par Sandro Munari, trois Lancia Fulvia HF sont en tête à l'issue de la première étape.

| Pos. | Pilote                | Copilote            | Voiture                | Groupe | Points | Pénalisations | Écart         |
| ---- | --------------------- | ------------------- | ---------------------- | ------ | ------ | ------------- | ------------- |
| 1    | Sandro Munari         | Mario Mannucci      | Lancia Fulvia coupé HF | 4      | 223,5  | 7 min 27 s    |               |
| 2    | Simo Lampinen         | John Davenport      | Lancia Fulvia coupé HF | 4      | 336    | 11 min 12 s   | + 3 min 45 s  |
| 3    | Sergio Barbasio       | Piero Sodano        | Lancia Fulvia coupé HF | 4      | 365,5  | 12 min 11 s   | + 4 min 44 s  |
| 4    | Bernard Darniche      | Alain Mahé          | Alpine A110 1600 S     | 4      | 380    | 12 min 40 s   | + 5 min 13 s  |
| 5    | Ove Andersson         | Tony Nash           | Alpine A110 1600 S     | 4      | 415,5  | 13 min 51 s   | + 6 min 24 s  |
| 6    | Luciano Trombotto     | Maurizio Enrico     | Fiat 124 Spider        | 4      | 517,5  | 17 min 15 s   | + 9 min 48 s  |
| 7    | Amilcare Ballestrieri | Arnaldo Bernacchini | Lancia Fulvia coupé HF | 4      | 523,5  | 17 min 27 s   | + 10 min 00 s |
| 8    | Renato Sonda          | Bernardino Bertollo | Fiat 125 S             | 2      | 555    | 18 min 30 s   | + 11 min 03 s |
| 9    | Håkan Lindberg        | Bo Reinike          | Fiat 124 Spider        | 4      | 733    | 24 min 26 s   | + 16 min 59 s |
| 10   | Giuseppe Ceccato      | Helmut Eisendle     | Fiat 124 Spider        | 4      | 740    | 24 min 40 s   | + 17 min 13 s |

### Deuxième étape

#### San Remo - Rezzo
Les concurrents repartent de San Remo le mardi en début d'après-midi. Le secteur chronométré initial, le plus long de l'étape, qui aurait pu permettre aux Alpine de rattraper une bonne partie de leur retard sur les Lancia, est annulé en raison de la neige. La spéciale suivante va se disputer à 1600 mètres d'altitude, sous un épais brouillard. Nicolas s'y montre le plus rapide devant ses coéquipiers Andersson et Darniche, qui reprennent près d'une minute à Lampinen, un peu plus à Munari qui a crevé. Le contrôle horaire de Vignai étant placé peu après l'arrivée, tous les concurrents vont être pénalisés de plusieurs minutes, ces pénalités (doublées) touchant plus particulièrement les équipages des équipes italiennes. Andersson réduit ainsi son retard sur la Lancia de tête à moins de deux minutes, se hissant à la deuxième place devant Lampinen, Darniche et Barbasio. Le temps imparti pour franchir le col de Teglia est impossible à respecter dans ces conditions hivernales. Cette fois, les pilotes Lancia ont réagi et ne concèdent pas de terrain aux Alpine, Lampinen réussissant une excellente opération en parvenant à pointer avec seulement un peu plus d'une minute de retard. Au contrôle de Rezzo, Lampinen a repris la deuxième place, à seulement vingt-cinq secondes de Munari. Andersson est troisième, à un peu plus d'une minute et demie de la Lancia de tête. Il précède Darniche et Barbasio, ce dernier étant maintenant talonné par Ballestrieri. Giuseppe Ceccato, qui occupait la dixième place sur son spider Fiat, a abandonné, tout comme son coéquipier Sonda, qui menait le groupe 2 depuis le départ.
| Pos. | Pilote                | Copilote            | Voiture                | Groupe | Points | Pénalisations | Écart        |
| ---- | --------------------- | ------------------- | ---------------------- | ------ | ------ | ------------- | ------------ |
| 1    | Sandro Munari         | Mario Mannucci      | Lancia Fulvia coupé HF | 4      | 946    | 31 min 32 s   |              |
| 2    | Simo Lampinen         | John Davenport      | Lancia Fulvia coupé HF | 4      | 958,5  | 31 min 57 s   | + 25 s       |
| 3    | Ove Andersson         | Tony Nash           | Alpine A110 1600 S     | 4      | 996    | 33 min 12 s   | + 1 min 40 s |
| 4    | Bernard Darniche      | Alain Mahé          | Alpine A110 1600 S     | 4      | 1072,5 | 35 min 45 s   | + 4 min 13 s |
| 5    | Sergio Barbasio       | Piero Sodano        | Lancia Fulvia coupé HF | 4      | 1190,5 | 39 min 41 s   | + 8 min 09 s |
| 6    | Amilcare Ballestrieri | Arnaldo Bernacchini | Lancia Fulvia coupé HF | 4      | 1192,5 | 39 min 45 s   | + 8 min 13 s |

#### Rezzo - Sestrières

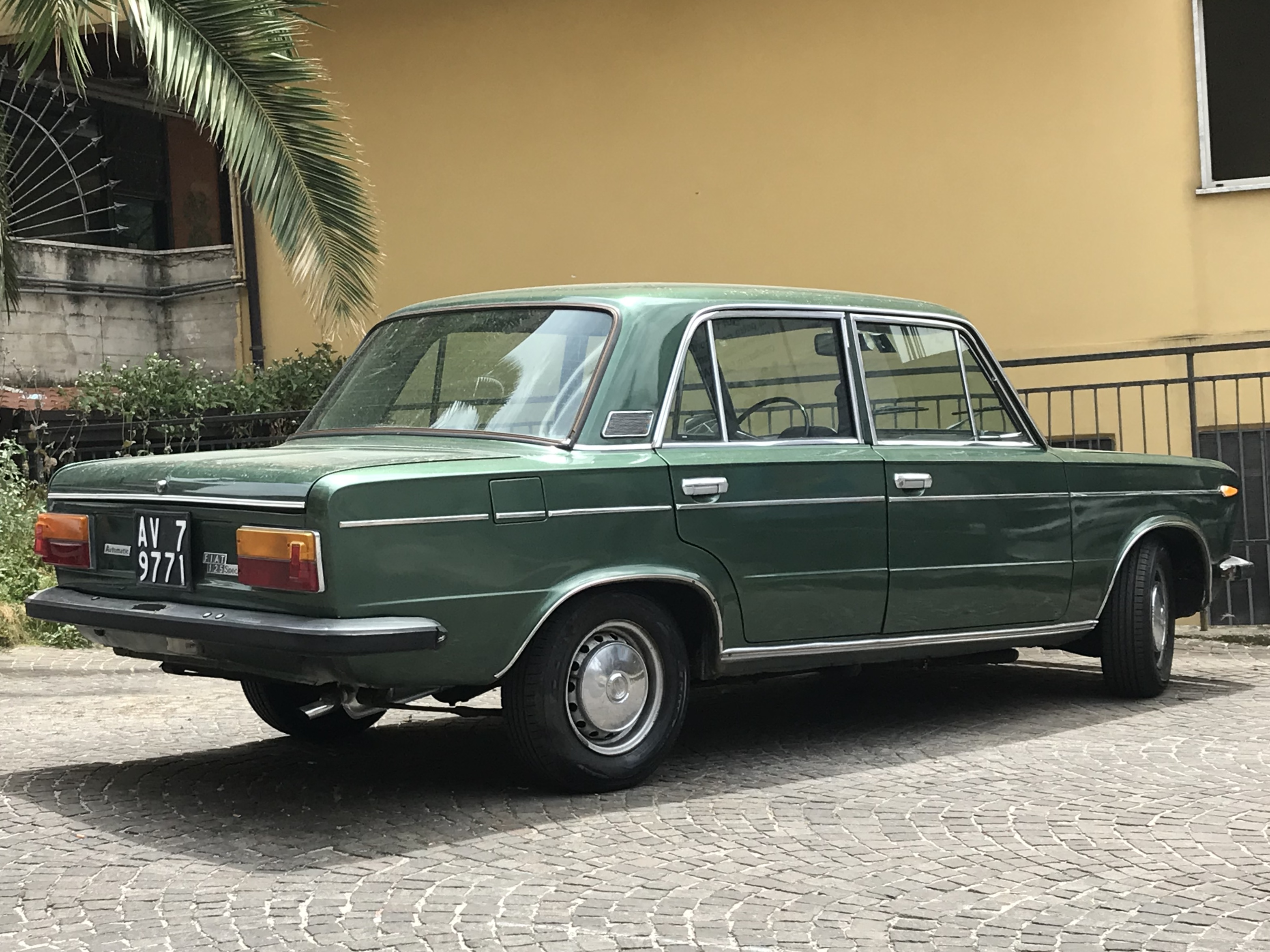
Cinquième place assortie de la victoire en groupe 1 pour la Fiat 125 Special de Giulio Bisulli, semblable à ce modèle de série.

Le parcours nocturne reprend ensuite les mêmes routes que deux jours auparavant. La neige a fait place à la boue. Andersson se montre le plus rapide entre Cesio et Vellego mais ne grappille que quelques secondes sur Munari, qui va ensuite accentuer son avance surs ses poursuivants. À la fin de la nuit, le leader de l'équipe Lancia possède une cinquantaine de secondes d'avance sur son coéquipier Lampinen et près de deux minutes sur Andersson. Toujours quatrième, Darniche a plus de cinq minutes de retard. Il précède Ballestrieri, qui a dépassé Barbasio. Nicolas, qui avait effectué une belle remontée jusqu'en septième position a été de nouveau retardé à cause d'une erreur de navigation puis par une voiture bloquant la route dans une zone verglacée du parcours de liaison et a reperdu quelques places, se retrouvant derrière la Fiat de Bisulli. Il ne reste alors plus que trois secteurs sélectifs et la course semble jouée. L'épreuve de Rivalba va se disputer sous un brouillard dense. Un moment perdu, Darniche échoue dans une cour de ferme et va perdre plusieurs minutes avant de retrouver sa route, perdant deux places au profit de Ballestrieri et Barbasio. Mais c'est l'abandon de Munari, en panne d'alternateur, qui va ébranler la sérénité du public italien. Lampinen, qui vient de réaliser le meilleur temps, se retrouve en tête, avec une minute et demie d'avance sur Andersson. Il ne peut plus être rejoint à la régulière mais à quelques kilomètres de l'arrivée la malchance frappe de nouveau l'équipe Lancia, une rupture de joint de cardan immobilisant le pilote finlandais. Andersson récupère la première place et va signer sa deuxième victoire de la saison, permettant à Alpine de conforter sa place en tête du championnat des marques. Le Suédois devance Ballestrieri et Barbasio, ce dernier sauvant de justesse sa troisième place devant Darniche. Cinquième devant Nicolas, Bisulli s'impose en tourisme de série. Le groupe 3 revient à la Lancia d'Arnaldo Cavallari (neuvième du classement général) tandis que le groupe 2 est remporté par la petite Autobianchi de Fulvio Rubbieri, classée onzième. Seulement vingt voitures ont atteint l'arrivée.

### Classements intermédiaires
Classements intermédiaires des pilotes après chaque épreuve spéciale.

### Classement général
| Pos | No | Pilote                | Copilote            | Voiture                | Points | Pénalisations     | Écart               | Groupe |
| --- | -- | --------------------- | ------------------- | ---------------------- | ------ | ----------------- | ------------------- | ------ |
| 1   | 4  | Ove Andersson         | Tony Nash           | Alpine A110 1600 S     | 1112   | 37 min 04 s 0     |                     | 4      |
| 2   | 5  | Amilcare Ballestrieri | Arnaldo Bernacchini | Lancia Fulvia coupé HF | 1360   | 45 min 20 s 0     | + 8 min 16 s 0      | 4      |
| 3   | 12 | Sergio Barbasio       | Piero Sodano        | Lancia Fulvia coupé HF | 1431,5 | 47 min 43 s 0     | + 10 min 39 s 0     | 4      |
| 4   | 10 | Bernard Darniche      | Alain Mahé          | Alpine A110 1600 S     | 1439,5 | 47 min 59 s 0     | + 10 min 55 s 0     | 4      |
| 5   | 21 | Giulio Bisulli        | Arturo Zanuccoli    | Fiat 125 S             | 2323   | 1 h 17 min 26 s 0 | + 40 min 22 s 0     | 1      |
| 6   | 8  | Jean-Pierre Nicolas   | Michel Vial         | Alpine A110 1600 S     | 2380,4 | 1 h 19 min 20 s 8 | + 42 min 16 s 8     | 4      |
| 7   | 22 | Ferdinando Tecilla    | Sergio Lipizer      | Fiat 125 S             | 2666,5 | 1 h 28 min 53 s 0 | + 51 min 49 s 0     | 1      |
| 8   | 33 | Orlando Dall'Ava      | Sergio Maiga        | Fiat 125 S             | 3173,5 | 1 h 45 min 47 s 0 | + 1 h 08 min 43 s 0 | 1      |
| 9   | 18 | Arnaldo Cavallari     | Gianti Simoni       | Lancia Fulvia coupé HF | 3454,8 | 1 h 55 min 09 s 6 | + 1 h 18 min 05 s 6 | 3      |
| 10  | 16 | Luciano Trombotto     | Maurizio Enrico     | Fiat 124 Spider        | 3492,6 | 1 h 56 min 25 s 2 | + 1 h 19 min 21 s 2 | 4      |

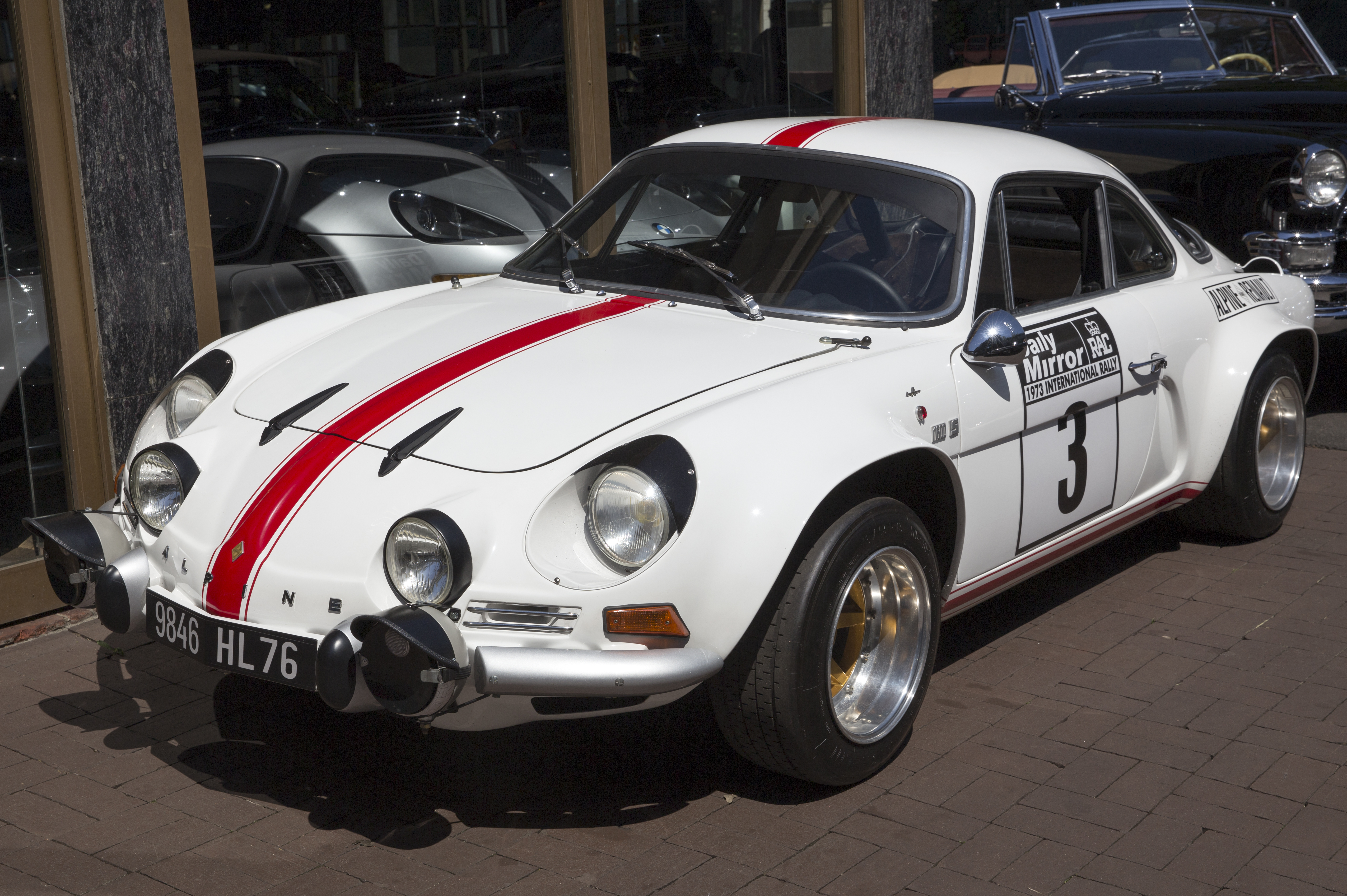
Une Alpine A110 1600 S semblable à la voiture victorieuse d'Ove Andersson/Tony Nash.

- Note : 1 point correspond à deux secondes de pénalisation

### Équipages de tête
- ES1 à ES6 :  Ove Andersson -  Tony Nash (Alpine A110 1600 S)
- ES7 à ES8 :  Jean-Luc Thérier -  Claude Roure (Alpine A110 1600 S)
- du contrôle horaire suivant l'ES8 jusqu'au contrôle horaire avant l'ES10[Note 3] :  Sandro Munari -  Mario Mannucci (Lancia Fulvia coupé HF)
- ES10 :  Ove Andersson -  Tony Nash (Alpine A110 1600 S)
- ES11 à ES24 :  Sandro Munari -  Mario Mannucci (Lancia Fulvia coupé HF)
- ES25 :  Simo Lampinen -  John Davenport
- ES26 à ES27 :  Ove Andersson -  Tony Nash (Alpine A110 1600 S)

### Vainqueurs d'épreuves spéciales
- Ove Andersson -  Tony Nash (Alpine A110 1600 S) : 8 spéciales (ES 2, 4, 12, 13, 15, 19, 22, 27)
- Sandro Munari -  Mario Mannucci (Lancia Fulvia coupé HF) : 4 spéciales (ES 4, 11, 21, 24)
- Jean-Luc Thérier -  Claude Roure (Alpine A110 1600 S) : 3 spéciales (ES 4, 5, 8)
- Simo Lampinen -  John Davenport (Lancia Fulvia coupé HF) : 3 spéciales (ES 7, 10, 25)
- Jean-Pierre Nicolas -  Michel Vial (Alpine A110 1600 S) : 3 spéciales (ES 18, 26, 27)

## Résultats des principaux engagés
| No | Pilote                | Copilote            | Voiture                 | Groupe | Classement général                         | Class. groupe |
| -- | --------------------- | ------------------- | ----------------------- | ------ | ------------------------------------------ | ------------- |
| 1  | Jean-Luc Thérier      | Claude Roure        | Alpine A110 1600 S      | 4      | ab. avant la 10e spéciale (retrait)        | -             |
| 2  | Sandro Munari         | Mario Mannucci      | Lancia Fulvia coupé HF  | 4      | ab. dans la 25e spéciale (alternateur)     | -             |
| 3  | Håkan Lindberg        | Bo Reinike          | Fiat 124 Spider         | 4      | ab. après la 18e spéciale (moteur)         | -             |
| 4  | Ove Andersson         | Tony Nash           | Alpine A110 1600 S      | 4      | 1er                                        | 1er           |
| 5  | Amilcare Ballestrieri | Arnaldo Bernacchini | Lancia Fulvia coupé HF  | 4      | 2e à 8 min 16 s 0                          | 2e            |
| 6  | Alcide Paganelli      | ‘Ninni’ Russo       | Fiat 124 Spider         | 4      | ab. dans la 8e spéciale (sortie de route)  | -             |
| 8  | Jean-Pierre Nicolas   | Michel Vial         | Alpine A110 1600 S      | 4      | 6e à 42 min 16 s 8                         | 5e            |
| 9  | Simo Lampinen         | John Davenport      | Lancia Fulvia coupé HF  | 4      | ab. dans la 26e spéciale (joint de cardan) | -             |
| 10 | Bernard Darniche      | Alain Mahé          | Alpine A110 1600 S      | 4      | 4e à 10 min 55 s 0                         | 4e            |
| 11 | Giuseppe Ceccato      | Helmut Eisendle     | Fiat 124 Spider         | 4      | ab. après la 18e spéciale (moteur)         | -             |
| 12 | Sergio Barbasio       | Piero Sodano        | Lancia Fulvia coupé HF  | 4      | 3e à 10 min 39 s 0                         | 3e            |
| 14 | Alberto Smania        | Fabio Zambelli      | Fiat 125 S              | 2      | ab. dans la 7e spéciale                    | -             |
| 15 | Luca di Montezemolo   | Daniele Audetto     | Lancia Fulvia coupé HF  | 4      | ab. dans la 7e spéciale (pompe à eau)      | -             |
| 16 | Luciano Trombotto     | Maurizio Enrico     | Fiat 124 Spider         | 4      | 10e à 1 h 19 min 21 s 2                    | 6e            |
| 18 | Arnaldo Cavallari     | Gianti Simoni       | Lancia Fulvia coupé HF  | 3      | 9e à 1 h 18 min 05 s 6                     | 1er           |
| 19 | Renato Sonda          | Bernardino Bertollo | Fiat 125 S              | 2      | ab. dans la 19e spéciale (sortie de route) | -             |
| 21 | Giulio Bisulli        | Arturo Zanuccoli    | Fiat 125 S              | 1      | 5e à 40 min 22 s 0                         | 1er           |
| 22 | Ferdinando Tecilla    | Sergio Lipizer      | Fiat 125 S              | 1      | 7e à 25 min 54 s 5                         | 2e            |
| 30 | Fulvio Rubbieri       | ‘Alessio’           | Autobianchi A112 Abarth | 2      | 11e à 1 h 27 min 28 s 0                    | 1er           |
| 33 | Orlando Dall'Ava      | Sergio Maiga        | Fiat 125 S              | 1      | 8e à 1 h 08 min 43 s 0                     | 3e            |

## Classement du championnat à l'issue de la course
- Attribution des points : 9, 6, 4, 3, 2, 1 respectivement aux six premières marques de chaque épreuve (sans cumul, seule la voiture la mieux classée de chaque constructeur marque des points).
- Troisième du Rallye Monte-Carlo à égalité avec une des Alpine, Porsche a marqué 3,5 points lors de cette épreuve[7].

| Pos. | Marque  | Points | M-C | SUE | SAN | SAF | MAR | AUT | ACR | ALP | RAC |
| ---- | ------- | ------ | --- | --- | --- | --- | --- | --- | --- | --- | --- |
| 1    | Alpine  | 18     | 9   | -   | 9   |     |     |     |     |     |     |
| 2    | Lancia  | 11     | 1   | 4   | 6   |     |     |     |     |     |     |
| 3    | Saab    | 9      | -   | 9   | -   |     |     |     |     |     |     |
| 4    | Porsche | 6,5    | 3,5 | 3   | -   |     |     |     |     |     |     |
| 5    | BMW     | 6      | -   | 6   | -   |     |     |     |     |     |     |
| 6    | Datsun  | 2      | 2   | -   | -   |     |     |     |     |     |     |
| 6=   | Opel    | 2      | -   | 2   | -   |     |     |     |     |     |     |
| 6=   | Fiat    | 2      | -   | -   | 2   |     |     |     |     |     |     |